# Handelspark (Schlüßlberg)
Der Handelspark in Schlüßlberg ist ein Einkaufszentrum am Stadtrand von Grieskirchen, und eigenständige Ortschaft der Gemeinde Schlüßlberg im Bezirk Grieskirchen.

## Geographie
Der Handelspark liegt 2 Kilometer östlich des Stadtzentrums Grieskirchen, anschließend an das Gewerbegebiet Industriestraße (B 137 Innviertler Straße), 1½ Kilometer westlich des Ortes Schlüßlberg.
Nachbarortschaften
|                      | Kehrbach (Gem. Grieskirchen u. Schlüßlberg)   | Rosenau      |
| Grieskirchen (Stadt) | Kompassrose, die auf Nachbargemeinden zeigt   | Alte Rosenau |
|                      | Unternberg (Gem. Grieskirchen u. Schlüßlberg) | Au           |

## Geschichte und Wirtschaft
Die Gründe sind die alten Felder zwischen Davidbauer (heute Haberfellner, Kehrbach 1 in Grieskirchen) und Backenhaus (heute dm-Filiale).
Das Gelände wurde erst in den 1980ern umgewidmet (Spar-Handelspark
Trattnachtal), und wird seither sukzessiv erweitert;
2012 wurde der Sparmarkt neu errichtet.
Laut Ortsverzeichnis 2001 hatte die Ortschaft 4 Gebäude, darunter 3 Arbeitsstätten und 7 ständige Einwohner, 2013 hatte sie 10 Adressen.
Durch Handelspark und Rosenau-Siedlungen ist Schlüßlberg heute schon weitgehend mit Grieskirchen verwachsen, zwischen der Grieskirchener Stadtgrenze und dem Ortskern Schlüßlberg erstreckt sich im Trattnachtal aber noch ausgiebig – wenn auch intensiv genutztes – Grünland.
Hier befinden sich Lebensmittel-, Haushaltswaren- und Kleidungsgeschäfte. Mit dem Gewerbepark am anderen Ortsende gehört der Handelspark zu den wirtschaftlichen Zentren der Gemeinde.